# Strahlungslänge
Die Strahlungslänge ist eine charakteristische Länge für den Energieverlust durch Strahlung beim Durchgang geladener Teilchen durch Materie.
Sie ist eine materialspezifische Konstante, die üblicherweise als Massenbelegung angegeben wird.
Zudem ist die Strahlungslänge mit der mittleren freien Weglänge von hochenergetischen Photonen verknüpft.

## Energieverlust geladener Teilchen
Geladene Teilchen können auf mehrere Arten Energie verlieren.
Dazu gehören Verluste durch Ionisation oder durch die Abgabe von Strahlung.
Die Strahlungslänge bezieht sich lediglich auf den Energieverlust durch Strahlung, der bei leichten Teilchen und hohen Energien überwiegt.
Die Grenze, ab der Strahlungsverluste dominieren wird als kritische Energie bezeichnet.
Definiert ist sie als Energie, bei der Verluste durch Ionisation und Strahlung gleich sind und ist materialabhängig.
Die Beschreibung der Ionisationsverluste erfolgt mit der Bethe-Formel.

### Strahlungsverluste
Strahlungsverluste treten durch Wechselwirkung von geladenen Teilchen mit elektromagnetischen Feldern auf.
Dabei gibt es verschiedene Arten von Strahlungen, wie z. B. Bremsstrahlung, Übergangsstrahlung, Synchrotronstrahlung oder Tscherenkow-Strahlung.
Für leichte Teilchen ist die Bremsstrahlung besonders wichtig, da die abgestrahlte Leistung proportional zu {\displaystyle m^{-4}} ist.
Eine Beschleunigung beim Durchgang durch Materie wird dabei durch Streuung z. B. an Kernen verursacht.
Der Energieverlust durch Strahlung wird mit
{\displaystyle -{\frac {dE}{dX}}={\frac {E}{X_{0}}}}
beschrieben. Dabei ist {\displaystyle X_{0}} die Strahlungslänge.
Die erzeugten Photonen haben üblicherweise genügend Energie um durch Paarbildung neue Teilchen zu erzeugen.
Dadurch entsteht ein elektromagnetischer Teilchenschauer.

## Freie Weglänge von Photonen
Die Wechselwirkung von hochenergetischen Photonen mit Materie ist durch Paarbildung dominiert.
Die mittlere freie Weglänge eines hochenergetischen Photons ist mit der Strahlungslänge {\displaystyle X_{0}} eines Materials verknüpft.
Es gilt
{\displaystyle {\bar {l}}\approx {\frac {9}{7}}X_{0}} für die mittlere freie Weglänge {\displaystyle {\bar {l}}}.
Dass die Strahlungslänge sowohl für den Energieverlust durch Strahlung geladener Teilchen, als auch für Photonen charakteristisch ist, ist durch die Betrachtung der entsprechenden Feynman-Diagramme für die beiden dominanten Prozesse ersichtlich.
Da es sich in beiden Fällen um denselben Vertex, lediglich „gedreht“, handelt, ist ein ähnliches Verhalten zu erwarten.
Der entsprechende Vertex ist hier abgebildet, eine Rotation um ca. 45° entspricht der Erzeugung von Bremsstrahlung, bei Drehung um 180° ergibt sich der Vertex für Paarerzeugung.

Vertex zur Wechselwirkung von Photonen und Elektronen

## Bedeutung
Da die Strahlungslänge sowohl für den Energieverlust geladener Teilchen, als auch für Photonen charakteristisch ist, wird durch sie eine Längenskala für elektromagnetische Schauer festgelegt.
Dies ist insbesondere für die Konstruktion von Kalorimetern in der Teilchenphysik oder für die Strahlentherapie mit leichten Teilchen oder Photonen von Bedeutung.
Auch für die Dimensionierung von Abschirmungen ist dies wichtig.
Für die Berechnung der Strahlungslängen existieren Näherungsformeln, die eine Abhängigkeit {\displaystyle X_{0}\propto Z^{-2}} von der Kernladungszahl Z ergeben.
Werte für bestimmte Materialien sind zudem tabelliert.